# Myrosmodes
Myrosmodes – rodzaj roślin z rodziny storczykowatych (Orchidaceae). Obejmuje 14 gatunków występujących w Ameryce Południowej w takich krajach jak: Argentyna, Boliwia, północne Chile, Kolumbia, Ekwador, Peru, Wenezuela.

## Systematyka
Rodzaj sklasyfikowany do podplemienia Cranichidinae w plemieniu Cranichideae, podrodzina storczykowe (Orchidoideae), rodzina storczykowate (Orchidaceae), rząd szparagowce (Asparagales) w obrębie roślin jednoliściennych.
Wykaz gatunków
- Myrosmodes brevis (Schltr.) Garay
- Myrosmodes chiogena (Schltr.) C.A.Vargas
- Myrosmodes cochlearis Garay
- Myrosmodes filamentosa (Mansf.) Garay
- Myrosmodes gymnandra (Rchb.f.) C.A.Vargas
- Myrosmodes nervosa (Kraenzl.) Novoa, C.A.Vargas & Cisternas
- Myrosmodes noemiae Monsalvo, M.I.Sánchez & Fortunato
- Myrosmodes nubigena Rchb.f.
- Myrosmodes paludosa (Rchb.f.) P.Ortiz
- Myrosmodes reticulata Szlach., Mytnik & S.Nowak
- Myrosmodes rhynchocarpa (Schltr.) Garay
- Myrosmodes rostrata (Rchb.f.) Garay
- Myrosmodes subnivalis Szlach., Mytnik & S.Nowak
- Myrosmodes ustulata (Schltr.) Garay